# DJ Tomekk
Tomasz Kuklicz a.k.a. DJ Tomekk (Cracóvia, Polônia, 11 de outubro de 1976) é um DJ polonês. Ele gravou com grandes nomes como Ice-T, Fatman Scoop, Khia, Xzibit, Fler, Sido, Kurupt, Lil' Kim, KRS-One, Flavor Flav e GZA.

## Discografia

### Álbum
Binobra 
- Return Of Hip-Hop (2001)
- Return Of Hip-Hop (Limited DVD Album) (2002)
- Beat Of Life Vol. 1 (SMG) (2003)
- Numma Eyns (2005)
- Best Of DJ Tomekk (2006)
- The Next Generation Mixtape (2006 / 2007)
- Ehrenkodex (DJ Tomekk&Toony) (2010)